# Myodes rutilus
Myodes rutilus là một loài động vật có vú trong họ Cricetidae, bộ Gặm nhấm. Loài này được Pallas mô tả năm 1779.

## Hình ảnh

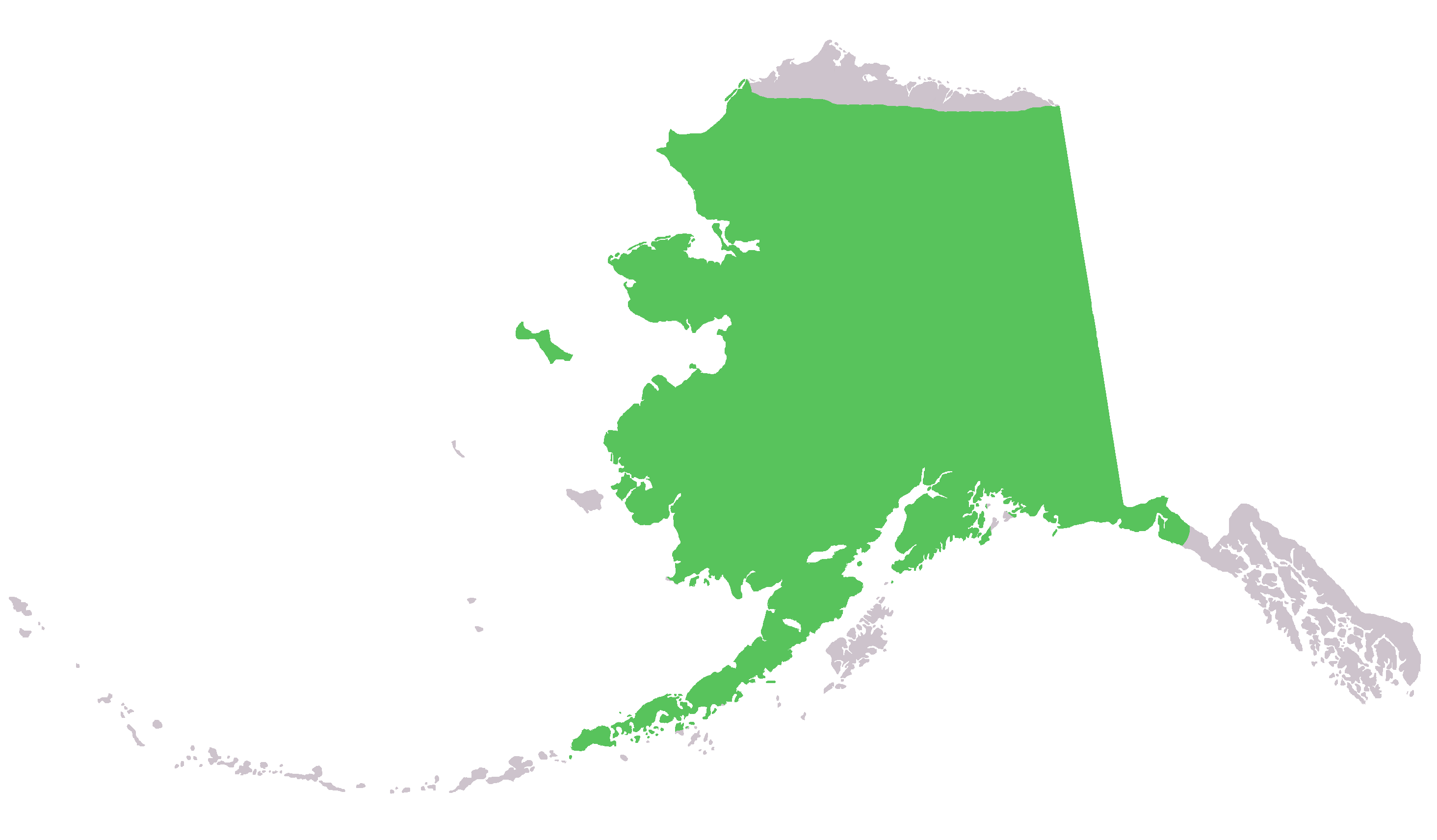